# Àlvar Presta i Torns
Àlvar Presta i Torns, a vegades esmentat com a Álvaro Presta, (Barcelona, 18 de febrer de 1868 — 23 de desembre de 1933) fou un metge i dirigent esportiu català, 12è president del Futbol Club Barcelona i primer de la Federació Catalana d'Atletisme.

## Trajectòria professional
Metge de prestigi, especialitzat en otorrinolaringologia, el doctor Presta va tenir un paper destacat en la societat barcelonina de la seva època. Va ser president de l'Acadèmia de Ciències Mèdiques de Catalunya entre 1918 i 1920. Va ser a més president de la Societat Barcelonina d'Amics de la Instrucció (1908), de l'Acadèmia d'Higiene (1913-1916) i del Sindicat de Metges de Catalunya, així com director del dispensari antituberculós de Barcelona i acadèmic corresponent de la Reial Acadèmia de Medicina.

## Trajectòria com a dirigent esportiu
La seva vinculació a l'higienisme el va apropar al món de l'esport. El juny de 1913 va ingressar com a vocal en la junta directiva del FC Barcelona presidida per Francesc de Moxó i de Sentmenat, fins que en l'assemblea del 30 de juny de 1914 va ser elegit president. Alguns historiadors contemporanis consideren al doctor Presta com un home de palla del seu vicepresident i successor, Joaquim Peris de Vargas. Les divisions internes en el si del club, provocades pel controvertit caràcter de Peris de Vargas, van portar Presta a renunciar al càrrec de president amb prou feines tres mesos després de la seva elecció, el 29 de setembre de 1914.
Un any més tard, el 1915, va ser un dels impulsors —va redactar els estatuts— i primer president de la Federació Atlètica Catalana, la primera federació d'atletisme creada a Espanya.